# Arturo Melocchi
Arturo Giuseppe Melocchi (Milà (Llombardia), 9 de desembre, 1879 - Idem. 25 d'octubre, 1960), fou baríton i mestre de cant italià.

## Biografia
Arturo Melocchi va estudiar al Regio Conservatori de Milà amb Giuseppe Gallignani, que també va ser el director del Conservatori. El 13 de novembre de 1907 Melocchi es va graduar, rebent la seva llicència per ser cantant, així com per convertir-se en professor de cant a qualsevol escola pública d'Itàlia. Els seus exàmens, amb requisits de diploma gairebé idèntics als de l'antic sistema del conservatori, consistien en els següents:
- Dues àries per a veu de baríton: "Sei vendicata assai" de Dinorah de Meyerbeer i "S'il faut s'enfler de gloire", cantada per Boniface, el cuiner del monestir a Le Jongleur de Notre-Dame (complint el requisit d'una ària de un compositor contemporani).
- La sisena vocalització del Mètode per a baríton de Gaetano Nava
- L'ària "È ver ch'io t'ingannai" de Robert le diable de Meyerbeer
- Lectura a vista d'una peça extreta de Pere Lluís I de Parma de Constantino Palumbo
- Preguntes sobre la fisiologia del cant, sobre l'ensenyament i sobre els millors autors de la vella escola i moderns.

El quadre de comandament de Melocchi mostrava que ja havia demostrat ser expertament preparat i capaç en els estudis complementaris de piano, teoria, harmonia, arts escèniques i fisiologia dels òrgans vocals, així com els estudis culturals estàndard en història, poesia i literatura italiana.

## Liceo Musicale Rossini i Mario Del Monaco
Melocchi esdevingué professor de cant al Conservatori, nomenat per Gallignani. El gener de 1912 va ser cridat per prendre el títol de Càtedra de Cant al Liceo Musicale Rossini de Pesaro. Va ocupar aquest càrrec ininterrompudament fins al 1941.
Cap a l'any 1932 un jove Mario Del Monaco —la veu del qual s'havia alleugerit perillosament en els seus estudis amb Luisa Melai-Palazzini, destruint-ne l'emissió i el timbre naturals— va començar a consultar i prendre lliçons de Melocchi, que va reeducar la seva veu amb els exercicis adequats, tornant gradualment, a la seva potència, la seva amplitud i facilitat natural, i li donen tota la seva homogeneïtat al llarg de tota la gamma des de B♭ baix fins a D♭ agut. No obstant això, encara no satisfet amb el progrés que havia aconseguit, Del Monaco va començar a maquillar i afegir-hi la seva tècnica, per tal d'aconseguir més dels seus òrgans vocals. El 1936, Del Monaco va guanyar un premi que li va donar l'oportunitat d'estudiar el seu ofici al "Teatro dell'Opera di Roma". Aquesta experiència, en la qual se li va tornar a assignar un repertori lleuger inadequat, li va fer perdre la veu gairebé completament. El 1938 va tornar a Pesaro, on va intentar reprendre els seus estudis amb Melocchi. Al principi, Melocchi no va recuperar Del Monaco, però davant la insistència de 
Rina Filippini (més tard la dona de Del Monaco), Melocchi va acceptar el tenor al seu estudi i, en sis mesos, la veu de Del Monaco es va reconstruir a l'estat que ràpidament el va portar endavant, fins a convertir-se en el tenor dramàtic més gran de mitjans del segle xx.
El 18 de maig de 1941 Melocchi va ser suspès sense previ avís, per suposada "mala actuació". Més tard va dir que era ben sabut que en realitat estava suspès per les seves opinions antifeixistes. Sentiments antifeixistes similars van tenir el seu mestre Gallignani, que després de ser acomiadat de la seva direcció el 1923, es va consternar i es va suïcidar llançant-se per una finestra. Durant tot el període del feixisme a Itàlia, Melocchi va ser un dels dos únics professors del Liceo Rossini que mai es van unir al Partit Feixista i van rebutjar el carnet de feixisme.
Entre el moment de la suspensió de Melocchi i la fi de la República Social Italiana feixista el 1945, va passar tres anys a l'estranger, ensenyant cant a una escola de música a Hong Kong i al Conservatori de Música de Xangai (aleshores amb un altre nom), que havia a la seva plantilla professors d'arreu de Rússia i França. Durant aquests tres anys, va aprendre a parlar anglès, francès i rus de manera correcta i pràctica.
L'agost de 1945, el mateix Melocchi va presentar una llarga petició al Ministeri d'Instrucció Pública (Divisió d'Arts) perquè li permetés tornar a ocupar el seu càrrec al Liceo Rossini. Segons els anals de l'escola, les peticions d'estudiants i col·legues, així com la recent mort del tenor i professor Umberto Macnez, finalment van donar lloc a la seva reassignació allà de 1947 a 1949.

## Carlo Scaravelli i Franco Corelli
A la insistència del seu amic, el baríton Carlo Scaravelli, un jove de 25 anys Franco Corelli va enviar una carta (datada el 28 de setembre de 1946) demanant formalment l'ingrés al Conservatori de Pesaro. Tot i que Corelli havia presentat el seu tipus de veu com a baríton, el mestre Fradelloni del conservatori va assenyalar immediatament que era tenor. La sol·licitud d'admissió de Corelli va ser atesa, i tant Corelli com Scaravelli van entrar a les classes de l'esmentat Umberto Macnez, en el seu primer i únic any com a professor a l'escola. Malauradament, Corelli, que encara vivia i treballava a Ancona, no va poder assistir a les classes amb regularitat, i va ser expulsat del conservatori. Després d'uns mesos de classes a Ancona amb Rita Pavoni, el mètode de la qual "col·locació de mascaretes" va fer que Corelli perdés la seva gamma superior, va aturar els estudis formals i va cantar pel seu compte.
El 1949, Mario Del Monaco s'havia convertit en una estrella i, mentrestant, Carlo Scaravelli havia començat a estudiar amb Melocchi. Corelli va quedar tan impressionat tant per Del Monaco com per la millora de Scaravelli, que va anar a conèixer Melocchi. Segons Corelli, es va conèixer i va prendre lliçons de Melocchi només unes poques vegades. Corelli encara no podia abandonar la seva feina a Ancona, així que va idear un pla: quan Scaravelli tornés a Ancona amb tren de les seves lliçons a Pesaro, Corelli el trobaria a l'estació; Scaravelli transmetia els continguts i els conceptes de la lliçó, i després els dos anaven a l'antiga casa de la família Corelli de Via Mamiani, en ruïnes de la guerra i encara deshabitada, i allí practicaven junts. Van continuar d'aquesta manera durant tot el 1949, la pròpia veu de Corelli millorant enormement. Això va proporcionar a Corelli els coneixements i la tècnica suficients per començar a perseguir els que serien els seus primers èxits a Spoleto i Roma.

## Estudiants
| Tenors | Barítons | Baixos                                              |
| --- | --- | --------------------------------------------------- |
| - Aldo Bottion - Umberto Chiodo - Augusto Cingolani - Franco Corelli - Mario Del Monaco - Gastone Limarilli - Giorgio Merighi - Robleto Merolla (últim estudiant) - Roberto Pagliarani - Ettore Parmeggiani - Giovanni Pullini - Carlo Scaravelli - Paride Venturi | - Africo Baldelli (més tard un tenor) - Vincenzo "Enzo" Cecchetelli (més tard un tenor) - Edmondo Grandini - Magini - Mario Melani - Saturno Meletti - Mario Monachesi - Carlo Scaravelli | - Febo Pierbattista - Leodino Ferri - Guido Santori |